# Symmetroscyphus intermedius
Symmetroscyphus intermedius är en nässeldjursart som först beskrevs av Congdon 1907.  Symmetroscyphus intermedius ingår i släktet Symmetroscyphus och familjen Thyroscyphidae. Inga underarter finns listade i Catalogue of Life.